# Есенина, Александра Александровна
Алекса́ндра Алекса́ндровна Ильина́ (до замужества — Есе́нина) (29 марта 1911, Константиново, Рязанская губерния — 1 июня 1981, Москва) — младшая сестра русского поэта Сергея Есенина (1895—1925). Хранительница памяти поэта, автор воспоминаний, одна из основных организаторов литературно-мемориального музея С. А. Есенина в Константинове.
Сергей Есенин посвятил Александре (Шуре) стихи: «Я красивых таких не видел…», «Ах, как много на свете кошек…», «Ты запой мне ту песню, что прежде…», «В этом мире я только прохожий…».

## Биография

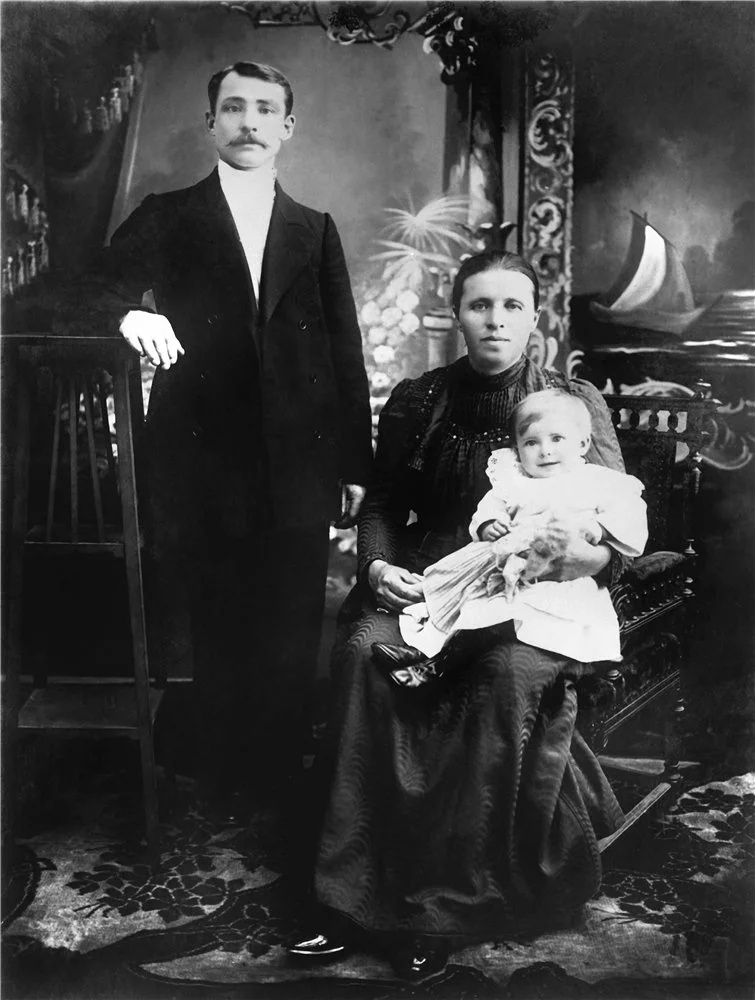
Есенины с дочерью Александрой, 1912 год

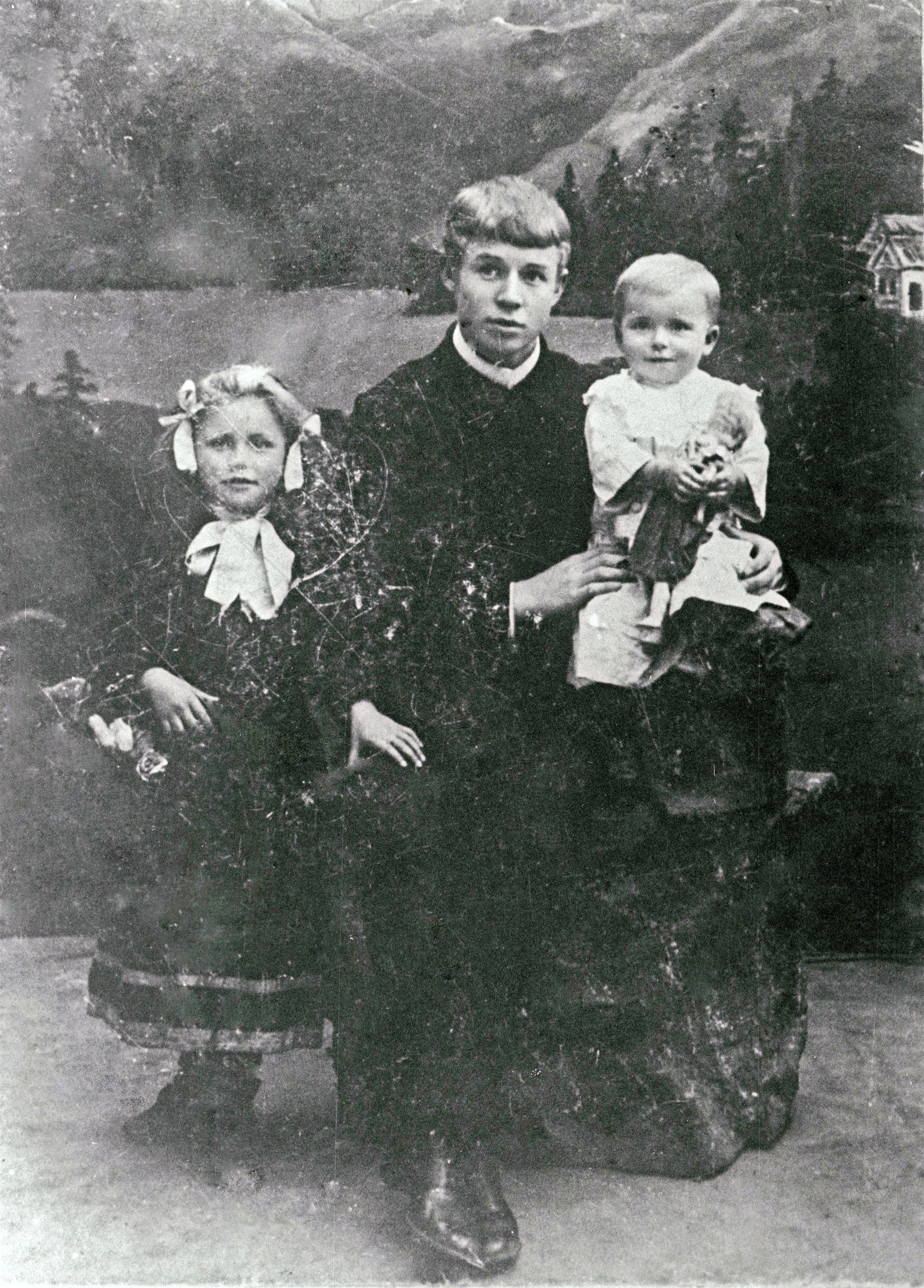
Сергей Есенин с сёстрами Катей и Шурой, 1912 год

Александра Есенина родилась 16 (29) марта 1911 года в селе Константиново Рязанского уезда Рязанской губернии, в крестьянской семье. Отец — Александр Никитич Есенин (1873—1931), мать — Татьяна Фёдоровна, урождённая Титова (1875—1955). Брат — Сергей (1895—1925), сёстры — Ольга (1898—1901), Екатерина (1905—1977), единоутробный брат — Александр Иванович Разгуляев (1902—1961).
В конце 1924 года Сергей забрал младшую сестру в Москву. Мать благословила Александру в жизненный путь иконой Тихвинской Божией Матери. Икону дочь хранила всю жизнь и теперь она хранится в литературной экспозиции Есенинского музея в Константинове.
Обе сестры Сергея — Екатерина (переехавшая на учёбу в Москву в 1921 году) и Александра — стали проживать в Москве.
В своих воспоминаниях А. А. Есенина описала предложенную Сергеем в сентябре 1925 года Соне и ей прогулку на извозчике. Внимание Александры привлекло обилие кошек на московских улицах. Когда она сказала об этом Сергею, то «сначала он только улыбнулся и продолжал спокойно сидеть, погружённый в какие-то размышления, но потом вдруг громко рассмеялся», а затем превратил эти наблюдения в игру. Завидев кошку, он вскакивал с сиденья и кричал: «Вон, вон ещё одна!» Доехав до Театральной площади, Сергей предложил пойти пообедать в ресторан. Обстановка в нём поразила Александру, но увидев себя в зеркале, она смутилась своим видом по-деревенски одетой девочки. За столом, видя смущение сестры, Сергей проговорил: «Смотри, какая ты красивая, как все на тебя смотрят…» На следующий день Сергей написал и посвятил ей стихи: «Ах, как много на свете кошек…» и «Я красивых таких не видел…». Эти, а также посвящённые сестре стихи: «Ты запой мне ту песню, что прежде…» и «В этом мире я только прохожий…», были опубликованы в журнале «Красная нива» (№ 42, 11 октября 1925 года).
В конце декабря 1925 года Александра вернулась в родное село на каникулы. Здесь семью застало известие о гибели Сергея. Всей семьёй Есенины отправились в Москву, где 31 декабря состоялись похороны Сергея.
После смерти брата, Александра осталась у Галиной Бениславской (с ней и с Сергеем в период их совместной жизни она жила с осени 1924 года), была свидетелем и её трагической кончины. После окончания гимназии, в мае 1929 года вышла замуж за журналиста Петра Ивановича Ильина.
В июле 1955 года Екатерина и Александра передали родной дом Кузьминскому сельскому Совету для будущего музея. Поначалу в нём разместили библиотеку.
Александра передала в музей книги из личной библиотеки Сергея Есенина, личные вещи брата.
Скончалась 1 июня 1981 года. Похоронена на Ваганьковском кладбище, недалеко от могилы Сергея Есенина.

## Семья
- Муж — Пётр Иванович Ильин
- Дочери — Татьяна Петровна Флор-Есенина, Светлана